# РАПСИ
Российское агентство правовой и судебной информации (РАПСИ) — первое в России агентство правовой информации, учреждённое 10 февраля 2009 Российским агентством международной информации «РИА Новости», Конституционным Судом РФ, Верховным Судом РФ и Высшим Арбитражным Судом РФ для профессионального освещения деятельности судебной системы и жизни судейского сообщества в России. Является автономной некоммерческой организацией.

## Деятельность
Информация РАПСИ формируется на основе сообщений собственных корреспондентов, пресс-служб судов РФ всех уровней (включая региональные) и специальной базы данных, включающей законодательство, судебную практику, определения судов, материалы из Генеральной Прокуратуры, Следственного комитета РФ, Министерства внутренних дел, Федеральной службы безопасности, Федеральной службы судебных приставов, Федеральной службы исполнения наказаний, Федеральной нотариальной палаты, адвокатских коллегий и бюро.
Участие в проекте высших судебных инстанций страны позволяло РАПСИ представлять общественно-политическим СМИ и массовым пользователям эксклюзивную информацию в удобном и понятном формате: прямые трансляции судебных заседаний, комментарии экспертов и ориентированные на широкую общественность обучающие материалы.

## История
За время работы провело видеотрансляции с ряда громких судебных заседаний, в частности дело Мирзаева, дело Pussy Riot, суд над Алексеем Навальным, заседания по второму делу Ходорковского.
В рамках ликвидации РИА Новости агентство РАПСИ стало самостоятельной структурой с отдельным финансированием.